# سیسی وان بنکم
سیسی وان بنکم (هلندی: Cissy van Bennekom; ۱۱ ژوئیهٔ ۱۹۱۱ – ۱ مارس ۲۰۰۵) ، بازیگر سینما اهل هلند بود. او ۱۱ ژوئیه ۱۹۱۱ در هارلم در هلند متولد شد و در ۱ مارس ۲۰۰۵ در آمستردام فوت کرد.